# Antonio Jorba Soler
Antonio Jorba Soler (Igualada, 1905-2002) fue un docente y periodista y español.

## Biorafía
Era hijo del labrador Juan Jorba Esteve, natural de Igualada, y de Roser Soler Marimón, de Clariana.
Licenciado en Filosofía y Letras, se dedicó a la enseñanza. En 1939 fundó la Academia Igualada (institución de enseñanza privada que continúa actualmente), de la que fue director durante varias décadas, encargándose de la sección de letras como profesor titulado en idiomas modernos.
En su faceta periodística, fue director del diario local Gaseta comarcal en el año 1930. Entre 1932 y 1936 dirigió Diari d'Igualada. Colaboró asimismo en numerosas publicaciones, destacando las igualadinas Virtus et Labor, Llibertat (quincenal carlista que dirigía Ramón Solsona Cardona), Interrogant e Igualada. Perteneció a la Asociación de la Prensa de Igualada, de la que fue vicepresidente en la década de 1930.
Empleó los pseudónimos Aguilera de la Costa, El Guaita, Jordi del Pla, Jorsol, Pau Pic Poc, Pics y Pik.
En política estuvo vinculado al tradicionalismo y en 1939 fue jefe local de FET y de las JONS. En 1982 escribió el libro Agonia d'una ciutat, en el que narró los hechos más importantes de la revolución desatada en Igualada durante la guerra civil.
En 1976 recibió la Medalla de la Ciudad de Igualada al Mérito Cultural.

## Obras
- Agonia d'una ciutat. Crònica dels fets més importants ocorreguts a Igualada en el període 1936-1939. (1982)